# 小篠菊雄
小篠 菊雄（おざさ きくお、1930年 - 2020年）は、日本のアナウンサー。東京プロ野球記者OBクラブ会員。神奈川県横浜市出身。慶應義塾大学文学部卒業。

## 来歴・人物
1958年に文化放送へ入社し、その後にフジテレビジョンへ移籍（同期に鶴岡巍）。主にスポーツ実況で活躍。プロ野球中継、ボクシング中継などを担当、特にボクシングではファイティング原田（笹崎ボクシングジム）の試合を中心に実況を担当。また、オリンピック大会の中継でも活躍。1964年東京大会では、開会式の実況を担当。1972年ミュンヘン大会ではジャパンコンソーシアムの一員として中継を担当した。冷静なアナウンスが特徴。
フジテレビではアナウンサーののち、アナウンス室長、スポーツ部プロデューサーを歴任。また、テレビ新広島（TSS）が開局したころには、新人アナウンサーだった神田康秋の教育係を兼ねる形でフジテレビから派遣され、プロ野球広島東洋カープ戦中継の実況を務めた。
のちに日本リトルリーグ野球協会事務局長を務めた。
2011年に東京プロ野球記者OBクラブへ入会。
2020年に死去したことを、フジの後輩アナウンサーだった岩佐徹が自身のブログやTwitterにて公表した。90歳没。

## 担当番組
※特記なき限り、フジテレビでのもの。
- プロ野球ニュース（第1期時代のキャスター）[注 10]
- プロ野球中継（実況）[注 11]
  - オールスターゲーム (日本プロ野球)（1963年、1967年、1968年に実況）
- プロボクシング中継[注 12]
  - ダイヤモンドグローブ
- 競馬中継[注 13]
  - 皐月賞 1962年
  - 優駿牝馬 1962年
  - 有馬記念 1961年 - 1962年

## 出演映画
- 酔っぱらい天国（1962年公開、松竹） - アナウンサー 役[注 14]